# Roseraie
Pour les articles homonymes, voir Roseraie (homonymie).

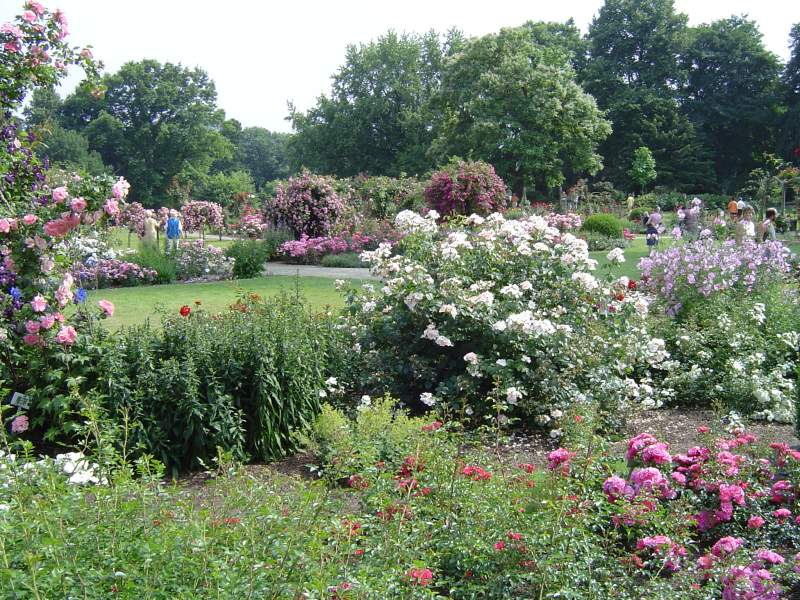
Le Deutsches Rosarium de Dortmund (Allemagne).

Une roseraie est un jardin, ou souvent une partie d'un jardin plus important, dans lequel sont plantés principalement des rosiers. Pour certains auteurs, il convient de distinguer la « roseraie », en tant que collection botanique, du « jardin de roses », à vocation ornementale.

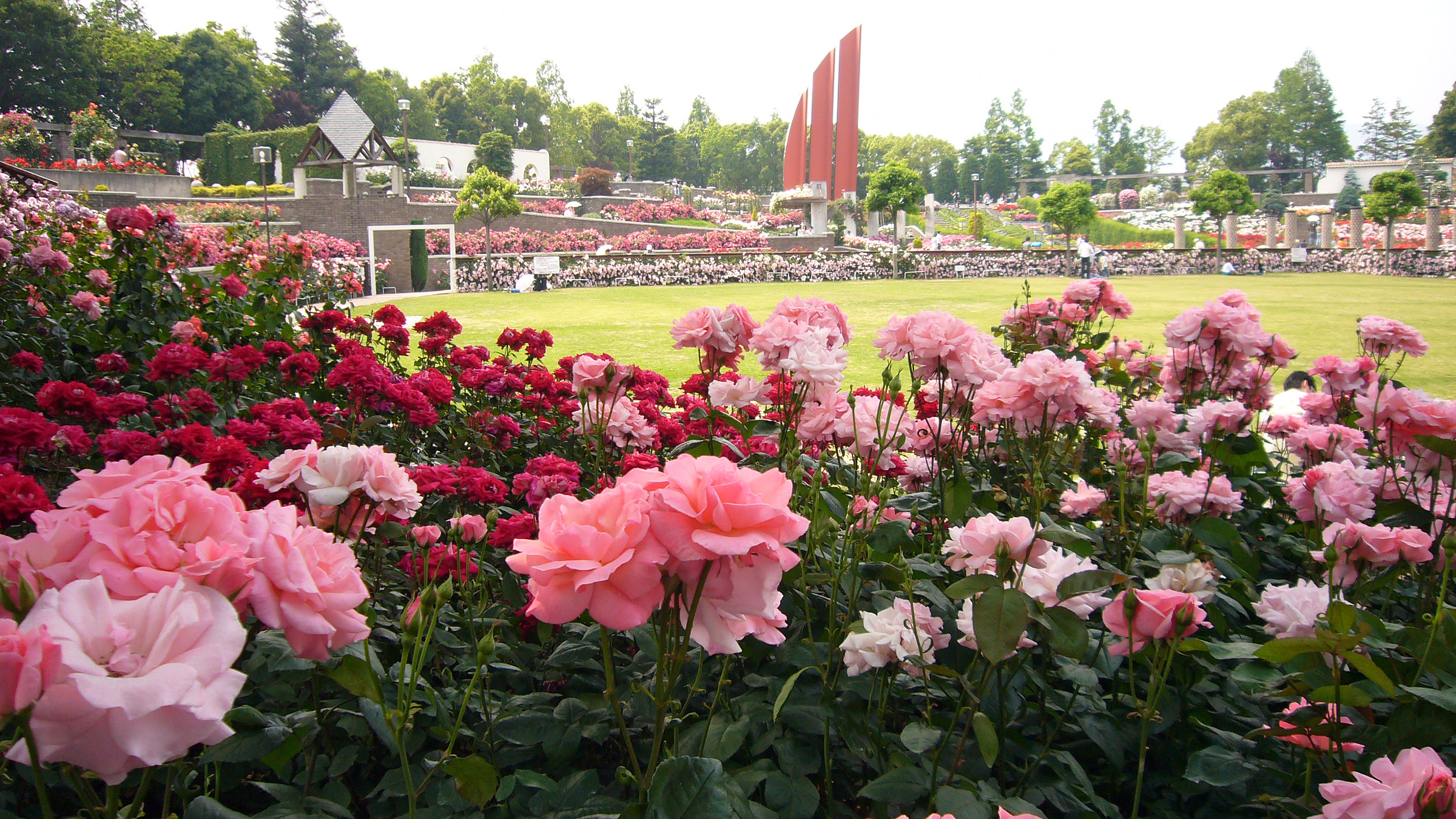
Roseraie Aramaki (Japon).

## Fonctions et styles

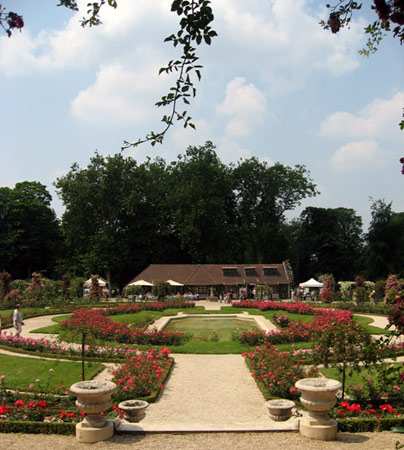
La Roseraie du Val-de-Marne, à L'Haÿ-les-Roses (France)

La roseraie peut avoir plusieurs fonctions, qui peuvent parfois être confondues :
- jardin d'agrément dont la rose constitue l’élément principal sinon unique de décoration végétale, jardin qui peut être privé ou public ;
- jardin conservatoire dans lequel sont conservées des espèces ou variétés de rosiers présentant un intérêt historique, botanique ou culturel ; ce sont en fait des jardins botaniques spécialisés ;
- jardin d'exposition, notamment pour l'organisation de concours de roses, comme le concours international de roses nouvelles.
- pépinières de rosiériste, présentant les cultivars commercialisés.

Sur le plan du style, ce jardin peut se présenter sous plusieurs formes : roseraie classique « à la française », roseraie jardinée, dans laquelle les rosiers sont associés à d'autres plantes, et roseraie parc « à l'anglaise ». 

## Historique

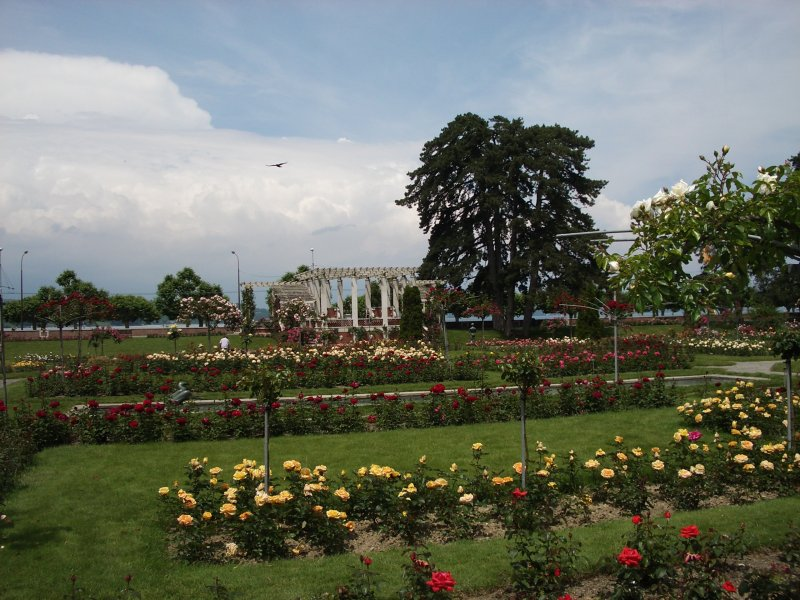
Roseraie du parc La Grange, à Genève (Suisse)

- La toute première roseraie connue sur le territoire français est celle du roi Childebert au VIe siècle [réf. souhaitée].
- La première roseraie conservatoire fut créée par Joséphine de Beauharnais dans le parc de la Malmaison au début du XIXe siècle.
- La roseraie du Jardin des plantes de Lyon a été créée en 1805 grâce à un don de sa collection par Joséphine de Beauharnais. Ces dons sont à l'origine de l'essor des rosiéristes de Lyon.
- La roseraie de l’Haÿ à L'Haÿ-les-Roses, qui est le prototype des roseraies classiques, a été créée en 1899 par Jules Gravereaux et ensuite renommée Roseraie du Val-de-Marne. Ce fut le premier jardin entièrement consacré à la reine des fleurs, la première roseraie moderne.
- L'Europa-Rosarium situé à Sangerhausen dans le Land de Saxe-Anhalt (Allemagne), créé en 1903, est la plus grande roseraie du monde par l'importance de ses collections : cette roseraie compte 60 000 rosiers pour plus de 8 000 formes différentes.

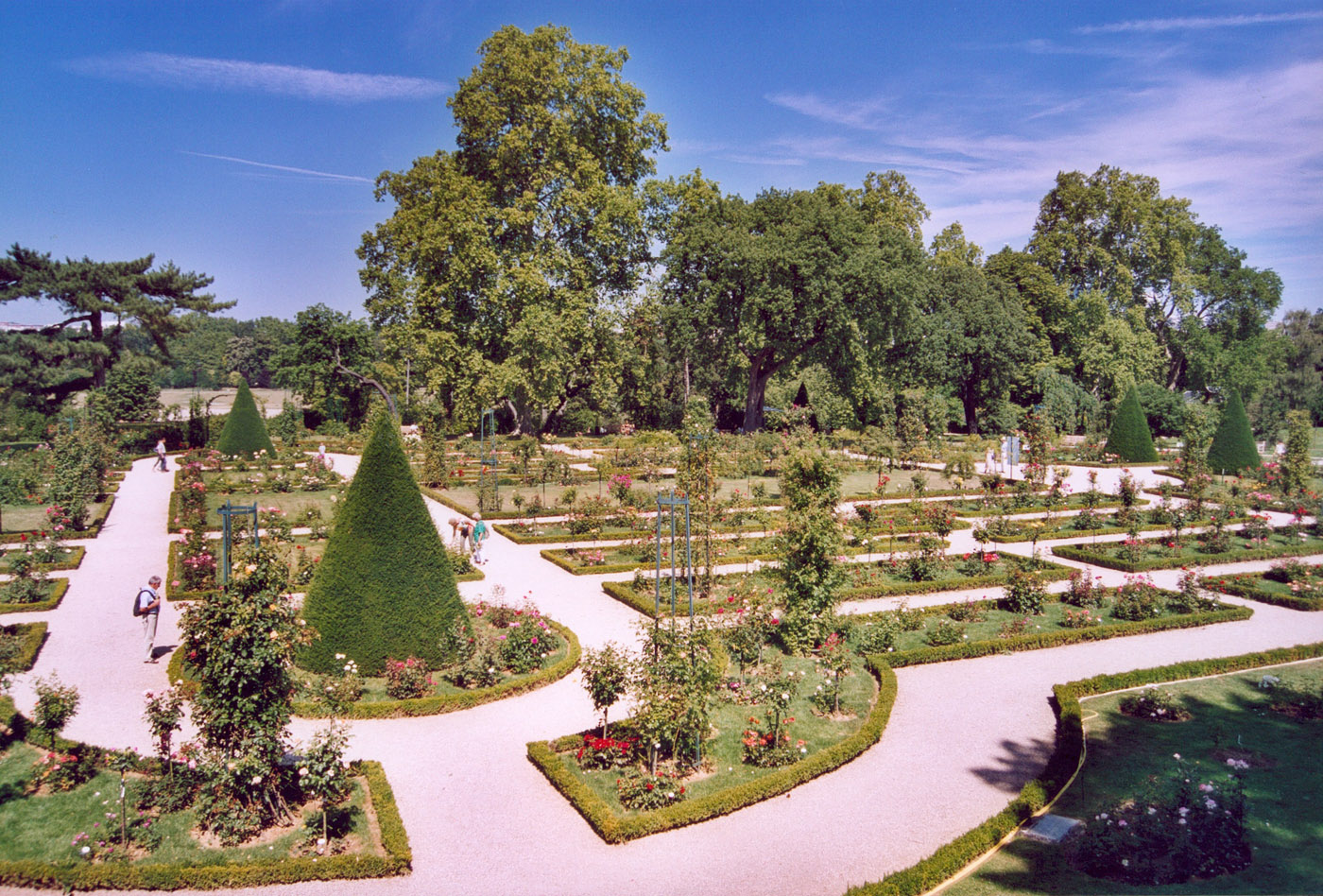
Roseraie classique de Bagatelle (Paris)

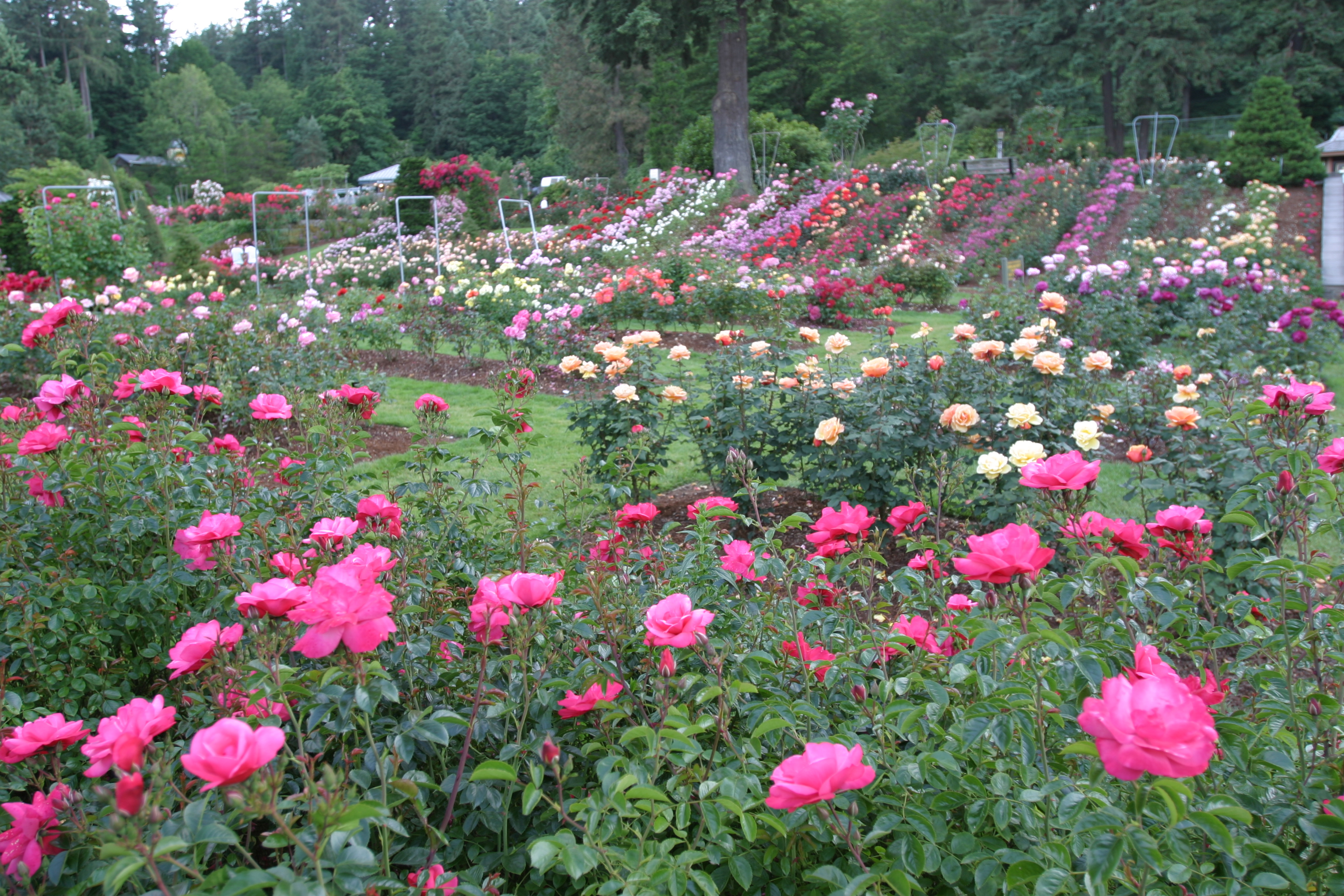
L'International Rose Test Garden de Portland (Orégon)

Les grandes roseraies de collection ont souvent été créées à l'initiative privée d'amateurs passionnés de roses. Mais l'entretien d'une roseraie demande des investissements importants et de nos jours leur gestion est le plus souvent assurée par des collectivités publiques, comme la roseraie du jardin botanique royal de Madrid. Ainsi en France, la roseraie de L'Haÿ est devenue la propriété du département de la Seine en 1936 (actuellement gérée par le département du Val-de-Marne).

## Types de roseraie

### Roseraie classique
Sa structure est très géométrique avec des parterres en broderies souvent entourés de buis, des pergolas et des tuteurs en colonnes pour soutenir les rosiers grimpants. Elle a un aspect strict et les rosiers sont soumis à une taille sévère pour garder la symétrie des compositions. Elle permet la mise en valeur de collections répertoriées et étiquetées.
On peut citer comme exemples typiques la roseraie du Val-de-Marne, la roseraie classique de Bagatelle, la roseraie  internationale de Courtrai, la roseraie de Montevideo et celle du jardin botanique de Mainau.

### Roseraie jardinée
Elle associe aux rosiers diverses autres plantes qui en assurent la mise en valeur. C'est le cas de nombre de roseraies d'amateurs, mais aussi de roseraies anglaises célèbres et tout spécialement de Mottisfont Abbey et de Bone Hill.

### Roseraie parcs

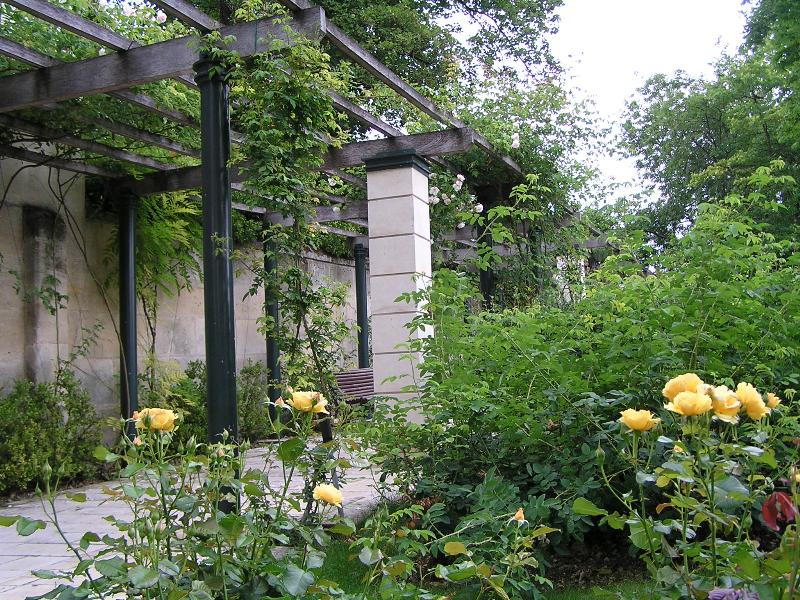
Pergola de roseraie

Ce sont les roseraies des parcs à l'anglaise dans lesquelles les lignes droites et les symétries sont proscrites. Les rosiers gardent des formes libres. Ainsi, la roseraie de paysage du parc de Bagatelle, les quatre roseraies du parc de la Tête-d'Or à Lyon, le parc de la Source à Orléans, celles de L'Haÿ-les-Roses et beaucoup d'autres.